# Louky u Polomu
Louky u Polomu je přírodní památka poblíž obce Sulkovec v okrese Žďár nad Sázavou v nadmořské výšce 560–610 metrů. Oblast spravuje Krajský úřad Kraje Vysočina. Důvodem ochrany jsou rašelinné louky s bohatou květenou prstnatec májový (Dactylorhiza majalis).